# Rally Villa de Adeje de 2017
El Rally Villa de Adeje 2017, oficialmente Rallye Villa de Adeje BP Tenerife Trofeo Cica, fue la 27º edición y la tercera ronda de la temporada 2017 del Campeonato de España de Rally. Se celebró del 11 al 12 de mayo y contó con un itinerario de doce tramos que sumaban un total de 191,78 km cronometrados.
El piloto zaragozano Cristian García marcó un fuerte ritmo con su Ford Fiesta R5 desde el primer momento el marcó el mejor tiempo en casi todos los tramos, solo Luis Monzón en el segundo (La Cisnera-Granadilla) e Iván Ares en el último (Atogo) fueron más rápidos. La victoria para Cristian suponía recuperar el liderato del campeonato de España que venía de marcar un quinto puesto en la prueba anterior, Canarias. El segundo puesto y a medio minuto del ganador terminó Iván Ares (Hyundai i20 R5) mientras que el tercer cajón del podio fue para Enrique Cruz con Porsche 997 GT3 RS 3.8, puesto que le valía para ser primero en el certamen autonómico.

## Itinerario
| Día   | Tramo | Nombre                                   | Distancia | Hora  | Ganador                  | Tiempo  | Líder                    |
| ----- | ----- | ---------------------------------------- | --------- | ----- | ------------------------ | ------- | ------------------------ |
| Día 1 | TC1   | Fasnia-Arico                             | 14.40 km  | 18:40 | Cristian García Martínez | 3:51.2  | Cristian García Martínez |
| Día 1 | TC2   | La Cisnera-Granadilla                    | 11.10 km  | 19:15 | Luis Monzón              | 6:39.9  | Cristian García Martínez |
| Día 1 | TC3   | San Miguel-Vilaflor-Granadilla           | 23.40 km  | 19:40 | Cristian García Martínez | 14:34.0 | Cristian García Martínez |
| Día 1 | TC4   | Fasnia-Arico                             | 14.40 km  | 22:50 | Cristian García Martínez | 9:49.1  | Cristian García Martínez |
| Día 1 | TC5   | La Cisnera-Granadilla                    | 11.10 km  | 23:25 | Cristian García Martínez | 6:44.0  | Cristian García Martínez |
| Día 1 | TC6   | San Miguel-Vilaflor-Granadilla           | 23.40 km  | 23:50 | Cristian García Martínez | 14:41.1 | Cristian García Martínez |
| Día 2 | TC7   | La Concepción-Taucho                     | 11.34 km  | 10:45 | Cristian García Martínez | 7:57.8  | Cristian García Martínez |
| Día 2 | TC8   | Santiago del Teide-Tamaimo Guía de Isora | 28.85 km  | 11:40 | Cristian Garía Martínez  | 17:41.9 | Cristian García Martínez |
| Día 2 | TC9   | Atogo (Norte-Sur)                        | 6.80 km   | 13:10 | Cristian García Martínez | 3:50.2  | Cristian García Martínez |
| Día 2 | TC10  | La Concepción-Taucho                     | 11.34 km  | 15:10 | Cristian García Martínez | 7:54.3  | Cristian García Martínez |
| Día 2 | TC11  | Santiago del Teide-Tamaimo-Guía de Isora | 28.85 km  | 16:05 | Neutralizado             |         | Cristian García Martínez |
| Día 2 | TC12  | Atogo (Norte-Sur)                        | 6.80 km   | 17:35 | Iván Ares                | 3:51.2  | Cristian García Martínez |

## Clasificación final
| Pos.    | Piloto                   | Copiloto                  | Automóvil              | Tiempo    | Diferencia |         |
| General | General                  | General                   | General                | General   | General    | General |
| ------- | ------------------------ | ------------------------- | ---------------------- | --------- | ---------- | ------- |
| 1.      | Cristian García Martínez | Eduardo González Delgado  | Ford Fiesta R5         | 2:01:07.4 | 0.0        |         |
| 2.      | Iván Ares                | José Antonio Pintor       | Hyundai i20 R5         | 2:01:40.1 | +32.7      |         |
| 3.      | Enrique Cruz             | Yeray Mújica              | Porsche 997 GT3 RS 3.8 | 2:02:18.2 | +1:10.8    |         |
| 4.      | Pedro Burgo              | Marcos Burgo              | Škoda Fabia R5         | 2:04:00.4 | +2:53.0    |         |
| 5.      | Surhayen Pernía          | Carlos del Barrio         | Hyundai i20 R5         | 2:04:00.8 | +2:53.4    |         |
| 6.      | Adrián García Febles     | Israel Pereira            | Škoda Fabia R5         | 2:06:21.8 | +5:14.4    |         |
| 7.      | Cristóbal García Ramos   | Antonio Pérez Orellana    | Ford Fiesta R5         | 2:06:21.8 | +5:14.4    |         |
| 8.      | Armide Martín            | Pedro J. Domínguez        | Porsche 997 GT3 RS 3.8 | 2:06:42.9 | +5:35.5    |         |
| 9.      | Joan Vinyes              | Jordi Mercader            | Suzuki Swift R+        | 2:06:58.1 | +5:50.7    |         |
| 10.     | Álvaro Muñiz             | Antonio Solórzano Pintado | Abarth 124 Rally RGT   | 2:07:52.5 | +6:45.1    |         |